# Acanthogonatus incursus
Acanthogonatus incursus är en spindelart som först beskrevs av Chamberlin 1916.  Acanthogonatus incursus ingår i släktet Acanthogonatus och familjen Nemesiidae.
Artens utbredningsområde är Peru. Inga underarter finns listade i Catalogue of Life.